# Charles Winckler
Charles Gustav Wilhelm Winckler (9. april 1867 Frederiksberg – 17. december 1932 Frederiksberg) var en dansk atlet og olympisk mester i tovtrækning. Han var medlem af Handelsstandens Athletklub.
Winckler deltog i de olympiske lege 1900 i Paris og blev olympisk mester i tovtrækning med et hold bestående af tre danskere og tre svenskere. Han blev også nummer 8 i diskoskast med 32,50 og nummer 10 i kuglestød med 10,76 .
Winckler vandt fire danske mesterskaber; tre i kuglestød og et i diskoskast. 
Han satte i 1897 dansk rekord i diskoskast med 32,14, hvilket gav en 12. plads på verdensranglisten og stod som dansk rekord i ti år frem til 1907. Han havde også den danske rekord sammenlagt; 1896 kastede han 54,85 viket blev 1897 slået af Jørgen Peter Müller. Winckler tog rekorden tilbage samme år med 56,38, dansk rekord frem til 1908. 
I kuglestød satte han dansk rekord sammenlagt 1896 med 18,80 som var rekord frem til 1903, hvor han så med 10,56 i stedet satte rekord med en hånd, hvilket var rekord frem til 1907. 

## Danske mesterskaber
- Guld 1903  Kuglestød 10,20
- Guld 1902  Kuglestød 9,74
- Guld 1902  Diskoskast 29,31
- Guld 1901  Kuglestød 10,04